# Blädinge församling
Blädinge församling var en församling i Vislanda-Blädinge pastorat i Allbo-Sunnerbo kontrakt i Växjö stift. Församlingen låg i Alvesta kommun i Kronobergs län. 2020 uppgick församlingen i Vislanda-Blädinge församling.

## Administrativ historik
Församlingen har medeltida ursprung.
Församlingen bildade på medeltiden pastorat med Skatelövs församling, därefter med Vislanda församling. 2020 uppgick församlingen i Vislanda-Blädinge församling.

## Kyrkor
- Blädinge kyrka